# 九龍巴士252X線
九龍巴士252X線是九巴營辦的一條繁忙時間巴士路線，在星期一至五上午繁忙時間由屯門（恆順園）往藍田站，以及於星期一至五下午繁忙時間由藍田站往屯門（置樂花園），途經三聖邨、掃管笏、小欖、屯門公路、龍翔道、黃大仙、新蒲崗（只限去程）、鑽石山（只限回程）、彩虹邨、九龍灣、牛頭角及觀塘市中心。

## 歷史
- 2017年10月16日：投入服務。[3]
- 2019年9月16日：由掃管笏開出的特別班投入服務。[4]
- 2022年10月24日：來回程增至兩班，往屯門方向加經掃管笏路並增設中途站。[5]
- 2023年7月31日：由掃管笏開出的特別班增至兩班。[6]

## 服務時間及班次
星期一至五：
- 屯門（恆順園）開：07:00、07:15
- 掃管笏開：07:25、07:40
- 藍田站開：17:45、18:05

星期六、日及公眾假期不設服務

## 收費
全程：$18.8
- 畢架山花園往藍田站：$7.4
- 創紀之城往藍田站：$6.7
- 澄麗路往屯門（置樂花園）：$6.0
- 三聖邨往屯門（置樂花園）：$5.1

| - 本線設有12歲以下小童及65歲或以上長者半價優惠。 - 65歲或以上香港居民使用「樂悠咭」，以及12歲以下合資格殘疾兒童使用「殘疾人士身份」個人八達通繳付車資，均可享有每程$2.0或半價（以較低者為準）的票價優惠；12至64歲合資格殘疾人士使用「殘疾人士身份」個人八達通（包括「樂悠咭」），以及60至64歲香港居民使用「樂悠咭」繳付車資，均可享有每程$2.0或全費（以較低者為準）的票價優惠。 - 65歲或以上長者如使用長者或一般個人八達通繳付車資，則只可享有半價優惠；12至64歲合資格殘疾人士如不使用「殘疾人士身份」個人八達通，以及60至64歲人士如不使用「樂悠咭」繳付車資，必須繳付全費。 - 乘客可以現金或八達通於上車時付款，不設找續。 - 每位成人乘客可免費攜帶最多兩名4歲以下而不佔座位的兒童乘客乘車，超額之4歲以下小童必須繳付小童車費乘車。 - 持有「九巴月票」之乘客在車票有效期內，每日可享最多10程任何九龍巴士及龍運巴士路線（包括本路線，以及聯營路線的九龍巴士／龍運巴士提供的班次；惟乘搭機場「A」及「NA」線則可享原價二七折優惠（不會計算每天10次合資格車程））；而B1線則每日可享最多各2程（不會計算每天10次合資格車程）。 - 九龍巴士、城巴、龍運巴士及陽光巴士全職員工及家屬（不包括外判職員）可免費乘搭本路線，惟必須拍職員或職員家屬八達通。 - 乘客亦可透過多元化電子支付系統（e度嘟）繳付車資，包括使用非接觸式VISA卡、JCB卡、萬事達卡、銀聯卡、美國運通、大來國際、Discover Card、Apple Pay、Google Pay、Samsung Pay、AlipayHK「易乘碼」、支付寶、WeChatHK／微信支付「搭車碼」、銀聯雲閃付「乘車碼」及BOC Pay「乘車碼」。乘客使用此付款方式，使用此支付方式的乘客可享有中途下車之分段收費，以及與其他九巴／龍運獨營路線或聯營線九巴／龍運班次之轉乘優惠，惟不適用於與非九巴／龍運路線之轉乘優惠，亦不能享有「公共交通費用補貼計劃」及「長者及合資格殘疾人士公共交通票價優惠計劃」。 |

## 行車路線
屯門（恆順園）開經：青山公路（青山灣段、掃管笏段、大欖段）、屯門公路、青朗公路（汀九橋）、青衣西北交匯處、長青公路、長青隧道、青葵公路、呈祥道、龍翔道、蒲崗村道、彩虹道、彩虹通道、太子道東、觀塘道、觀塘道天橋、觀塘道、觀塘道下通道、觀塘道及鯉魚門道。
- 由掃管笏開出的特別班次經掃管笏路，然後返回青山公路—掃管笏段252X常規班次原線。

藍田站開經：鯉魚門道（東行）、迴旋處、鯉魚門道（西行）、觀塘道、觀塘道下通道、觀塘道、彩虹交匯處、龍翔道、呈祥道、青葵公路、長青隧道、長青公路、青衣西北交匯處、青朗公路（汀九橋）、屯門公路、青山公路（大欖段、掃管笏段）、掃管笏路、青山公路（掃管笏段及青山灣段）。

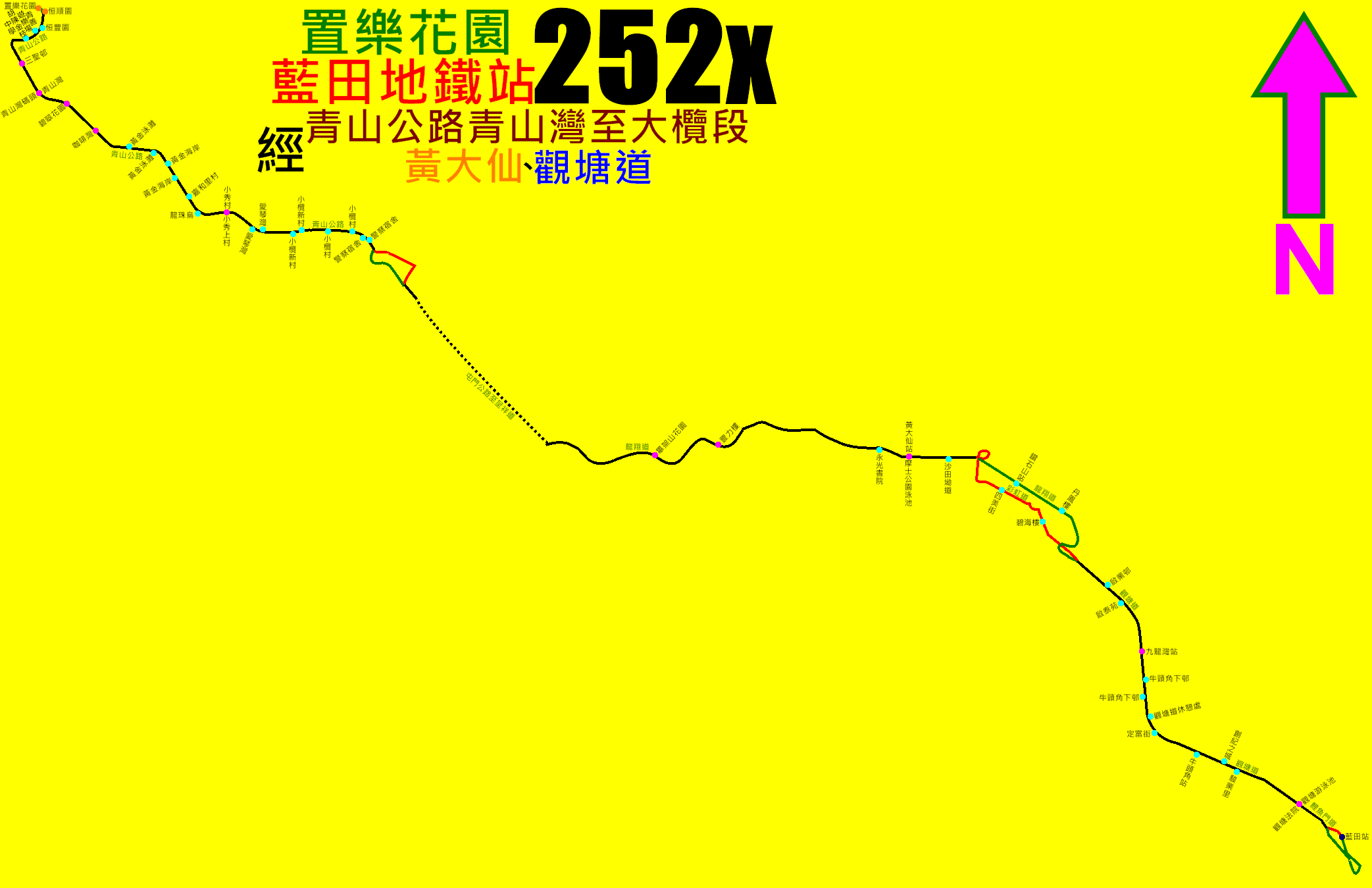
252X線的走線圖

具體停站請參考資訊框